# 基柳瓦利亞尤赫山
13°43′42″S 70°57′19″W / 13.72833°S 70.95528°W
基柳瓦利亞尤赫山（Quello Huallayoc），是秘魯的山峰，位於該國東南部庫斯科大區，由基斯皮坎奇省的馬爾卡帕塔區負責管轄，屬於韋爾卡努塔山脈的一部分，海拔高度約5,000米。